# Semen (Pagu)
Semen is een bestuurslaag in het regentschap Kediri van de provincie Oost-Java, Indonesië. Semen telt 3356 inwoners (volkstelling 2010).